# Anthaxia dispar
Anthaxia dispar es una especie de escarabajo del género Anthaxia, familia Buprestidae. Fue descrita científicamente por Kerremans en 1898.